# عروة نيربية
عروة النيربية (ولد بتاريخ 16 ديسمبر عام 1977) منتج أفلام وثائقية سوري مستقل ومدير مهرجانات سينمائية معروف. كما أنه مخرج وممثل وكاتب ومؤسس مشارك لمهرجان أيام سينما الواقع العالمي للأفلام الوثائقية في سوريا. يقيم في برلين، ألمانيا منذ نهاية 2013. في عام ٢٠١٨ أصبح المدير الفني لمهرجان أمستردام الدولي للسينما التسجيلية (ايدفا)، المهرجان الأكبر من نوعه في العالم، فكان بذلك العربي الأول والوحيد الذي يدير أحد أكبر المهرجانات العالمية. في  أواخر ٢٠٢٤ أعلن النيربية انه سيتنحى من منصبه في أمستردام في صيف ٢٠٢٥.

## المشوار المهني
تخرج نيربية من المعهد العالي للفنون المسرحية بدمشق، سوريا، حاملاً شهادة في التمثيل عام ١٩٩٩. في عام ٢٠٠٣، أدى دور البطولة في فيلم يسري نصر الله باب الشمس. وعرض الفلم المأخوذ عن رواية إلياس خوري التي تحمل نفس الاسم وتؤرخ للقضية الفلسطينية، عرض في مهرجان كان السينمائي عام ٢٠٠٤. كما عمل كمساعد مخرج في عدة أفلام منها فلم «صندوق الدنيا» للمخرج أسامة محمد. وقد كتب بانتظام لصحيفة السفير اللبنانية بين ١٩٩٧-٢٠٠٢.
تدرب نيربية على إنتاج الأفلام في المعهد الوطني للوسائل السمعية البصرية / جامعة السوربون في فرنسا. في عام ٢٠٠٢ كان شريكاً مؤسساً لـ بروآكشن فيلم، وهي شركة مستقلة للإنتاج والتوزيع في سوريا. حصد من خلال عمله في مهرجان «أيام سينما الواقع» (Dox Box) عدة جوائز مع شريكته ديانا الجيرودي، من ضمنها جائزة كاترين كارتليدج والجائزة الأوروبية للوثائقي في ٢٠١٢.
النيربية عضو في العديد من مجالس إدارة المؤسسات غير الربحية، بما في ذلك الجمعية الدولية للأفلام الوثائقية، وجمعية دوكس بوكس ومجلس حكام جوائز بيبودي بالإضافة إلى كونه رئيس أكاديمية المهرجانات، وهي منظمة غير ربحية مقرها بروكسل تعمل على تدريب وتشبيك مديري المهرجانات الشباب حول العالم، ورئيس مجلس إدارة التحالف الدولي لصانعي الأفلام المعرضين للخطر (ICFR).

## عمله كمنتج
أنتج النيربية العديد من الأفلام التي حازت جوائز وعرضت في أشهر المهرجانات الدولية، تم توزيعها في الصالات، وعرضت على شاشات التلفزة وعبر المنصات الرقمية الكبرى. من أهم انتاجاته:
- امرأة من دمشق، لديانا الجيرودي، عرض أول في مهرجان ايدفا بأمستردام ٢٠٠٧ الذي عرض في أكثر من ٦٠ مهرجان وعلى أكثر من ٢٠ قناة تلفزة وطنية حول العالم.
- ماء الفضة، لأسامة محمد ووئام بدرخان، مهرجان كان ٢٠١٤، جائزة غريرسون في مهرجان لندن الدولي، ووزع في الصالات في أوروبة وعرض في اكثر من ٥٠ مهرجاناً حول العالم.
- العودة إلى حمص، لطلال ديركي، فيلم افتتاح مهرجان ايدفا بأمستردام ٢٠١٣، الحائز على جائزة مهرجان صندانس لأفضل فيلم تسجيلي دولي ٢٠١٤ والعديد من الجوائز الأخري، بالإضافة إلى عروض عديدة على شاشات التلفزة حول العالم.
- نوتورنو (ليلي)، لجانفرانكو روزي، المسابقة الرسمية لمهرجان البندقية ٢٠٢٠ ، الفيلم الممثل لإيطاليا في أوسكار ٢٠٢١.
- جمهورية الصمت، لديانا الجيرودي، مهرجان البندقية ٢٠٢١، الحاصل على جائزة أفضل فيلم ألماني في ٢٠٢١ وسواها العديد.
بالاضافة إلى ذلك، شارك النيربية في لجان تحكيم العديد من المهرجانات والصناديق السينمائية الدولية، بما في ذلك L'ŒIL d'or في مهرجان كان السينمائي ومهرجان برلين السينمائي الدولي ومهرجان ايدفا وصندوق الأمير كلاوس ودوك لايبزيغ وغيرها. كما عمل أيضًا كمدرس للأفلام الوثائقية في العديد من ورش العمل المرموقة، مثل أكاديمية ايدفا وورشة عمل الأفلام الوثائقية "لقاءات" في كيب تاون بجنوب أفريقيا. في يونيو 2017، كان النيربية وشريكته ديانا الجيرودي أول سوريين تتم دعوتهما كأعضاء في أكاديمية فنون وعلوم السينما (الأوسكار)، بالإضافة إلى أكاديمية السينما الألمانية، وأكاديمية السينما الهولندية، وأكاديمية فنون الشاشة في آسيا والمحيط الهادئ.

### اعتقاله
اعتقل عروة في مطار دمشق الدولي من قبل السلطات السورية في 23 آب-أغسطس 2012 واطلق سراحه بعد 21 يوماً بتأثير حملة دولية قادته شريكته ديانا الجيرودي وشارك فيها سينمائيون مشاهير مثل روبرت دونيرو وروبرت ريدفورد. بعد انتقاله إلى أوروبة أسس النيربية منظمة "التحالف الدولي للسينمائيين المعرضين للخطر" وهو منذ ذاك رئيس مجلس إدارة المنظمة.

## وصلات خارجية
- عروة نيربية على موقع IMDb (الإنجليزية)
- عروة نيربية على موقع ألو سيني (الفرنسية)
- عروة نيربية على موقع أول موفي (الإنجليزية)
- عروة نيربية على موقع كينوبويسك (الروسية)